# Варненская городская художественная галерея имени Бориса Георгиева
Варненская городская художественная галерея имени Борис Георгиев — художественная галерея в городе Варне, в Болгарии.
Создана постановлением от 12 января 1944 года на основе произведений подаренных местными художниками и частными лицами. Среди учредителей были Кирил Шиваров (болг.), Константин Штыркелов, Александър Дякович (болг.). С 1988 года расположена в реконструированном здании мужской гимназии, построенной Генчо Кънев (болг.) в конце XIX века. С 1999 года носит имя художника Бориса Георгиева (болг.).
Галерея занимает 3 этажа, общей площадью 3000 м². В ней представлены произведения живописи, графики и скульптуры таких авторов как Иван Мырквичка, Стефан Иванов (болг.), Цено Тодоров, Владимир Димитров-Майстора, Златю Бояджиев, Стоян Венев, Илия Петров, Дечко Узунов, Найден Петков, Владимир Гоев (болг.), Георги Божилов (болг.), Кирил Шиваров, Любомир Далчев (болг.), Андрей Николов, Георги Апостолов. Галерее принадлежит 9 картин XVII века кисти фламандского художника Анселма ван Хуле (англ.), портреты представителей стран подписавших Вестфальский мирный договор в 1648 году, а также картина «Сражение Владислава Варненчика» 1911—1912 годов Михаила Боручински.
В галерее проходит Международная биеннале графики. Также галерея является соорганизатором фестиваля визуальных искусств «Август в искусстве» (болг.). В зале на последнем, третьем, этаже организуются концерты из программы Международного музыкального фестиваля «Варненское лето» (болг.), театральные представления, показы мод.